# Utilizzatori del Douglas DC-9

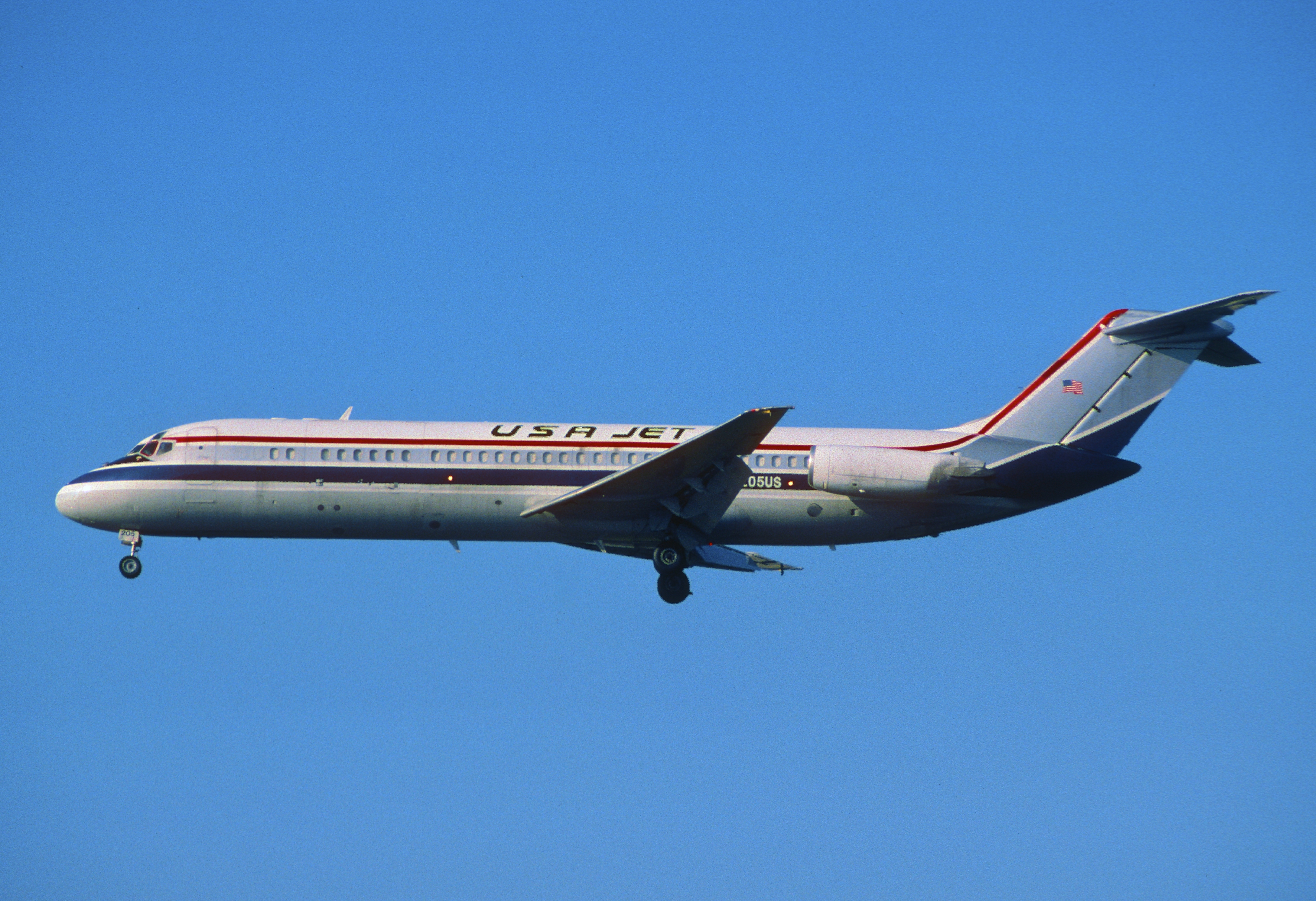
Un Douglas DC-9 di USA Jet Airlines, uno degli utilizzatori principali di questo tipo di aereo.

Il Douglas DC-9 è un bireattore da trasporto passeggeri a corto e medio raggio di notevole successo commerciale prodotto dalla Douglas Aircraft Company a partire dalla seconda metà degli anni sessanta (il primo volo avvenne nel 1965).
Il progetto venne iniziato dalla Douglas Aircraft Company, in seguito assorbita dalla McDonnell Aircraft Corporation nel 1967. L'aereo presenta un caratteristico impennaggio a T e motori montati in coda (modello Pratt & Whitney JT8D, ovvero gli stessi che già equipaggiavano il trireattore Boeing 727).
Alle prime versioni (le -10, -15 e -20) si affiancò quella costruita nel maggior numero di esemplari, la -30, che presentava sensibile allungamento della fusoliera, motori più potenti e l'impiego di slats sul bordo d'attacco alare che consentivano un notevole miglioramento delle prestazioni da piste corte ed in condizioni "hot and high". Limitata diffusione ebbero 2 versioni successive la -40 (con fusoliera ulteriormente allungata rispetto alla -30 e motori ancora più potenti) e la -50 (ulteriore allungamento). L'ultimo esemplare è stato consegnato nell'ottobre 1982.
Alla fine degli anni settanta la casa statunitense cominciò a pensare ad una evoluzione più "radicale" del velivolo che fosse più al passo con i tempi (anche sulle tratte a corto raggio il numero di passeggeri aumentava costantemente) così nacque il progetto DC-9 Super 80 che, a partire dalla prima metà degli anni ottanta, venne rinominato MD-80 (veniva abbandonata la vecchia sigla "DC", acronimo di Douglas Commercial, e introdotta quella di "MD" ovvero l'acronimo di "McDonnell Douglas". L'aereo viene anche affettuosamente chiamato dai suoi piloti 'mad dog' a causa del fatto che l'elevatore in coda è composto da due parti non collegate direttamente ai comandi di volo, ma che sono mosse aerodinamicamente tramite due alette più piccole poste sul bordo d'uscita chiamate 'control tab' che sono direttamente collegate ai comandi dei piloti. Il risultato è che gli elevatori sopra citati sono liberi di muoversi a terra e se le condizioni del vento sono favorevoli può accadere che l'elevatore sinistro sia deflesso verso il basso mentre il destro verso l'alto o viceversa, esattamente come simpaticamente apparirebbe un cane che ha un orecchio a punta eretto mentre l'altro rimane pendente. Da qui l'espressione 'Mad Dog'.

## Ordini e consegne
Legenda tabella:
- O/C: Ordini e consegne.
- OP: Esemplari operativi.

Note:
- dati aggiornati al febbraio 2024[1][2][3];
- il numero degli esemplari operativi è da considerarsi una stima più o meno accurata;
- alcuni utilizzatori hanno più aerei operativi che ordinati. Ciò è dovuto al fatto che le compagnie hanno comprato velivoli di seconda mano o hanno effettuato leasing, e questi non risultano come ufficiali nel conteggio degli ordini;
- il Douglas DC-9 non è più in produzione, tutti gli esemplari ordinati sono stati consegnati.

| Compagnia                    | Compagnia                  | DC-9-10 | DC-9-10 | DC-9-20 | DC-9-20 | DC-9-30 | DC-9-30 | DC-9-40 | DC-9-40 | DC-9-50 | DC-9-50 | DC-9-C9/VC | DC-9-C9/VC | TOTALE | TOTALE |
| Stato                        | Nome                       | O/C     | OP      | O/C     | OP      | O/C     | OP      | O/C     | OP      | O/C     | OP      | O/C        | OP         | O/C    | OP     |
| ---------------------------- | -------------------------- | ------- | ------- | ------- | ------- | ------- | ------- | ------- | ------- | ------- | ------- | ---------- | ---------- | ------ | ------ |
| Slovenia (bandiera)          | Adria Airways              |         |         |         |         | 5       |         |         |         | 2       |         |            |            | 7      |        |
| Messico (bandiera)           | Aeromexico                 | 9       |         |         |         | 15      |         |         |         |         |         |            |            | 24     |        |
| Italia (bandiera)            | Aeronautica Militare       |         |         |         |         | 2       |         |         |         |         |         |            |            | 2      |        |
| Messico (bandiera)           | Aeronaves TSM              |         | 7       |         |         |         | 10      |         |         |         |         |            |            |        | 17     |
| Venezuela (bandiera)         | Aeropostal                 | 1       |         |         |         | 3       |         |         |         | 5       |         |            |            | 9      |        |
| Italia (bandiera)            | Aero Trasporti Italiani    |         |         |         |         | 14      |         |         |         |         |         |            |            | 14     |        |
| Kenya (bandiera)             | African Express Airways    |         |         |         |         |         | 2       |         |         |         |         |            |            |        | 2      |
| Portogallo (bandiera)        | Air Atlantis               |         |         |         |         | 3       |         |         |         |         |         |            |            | 3      |        |
| Canada (bandiera)            | Air Canada                 | 6       |         |         |         | 44      |         |         |         |         |         |            |            | 50     |        |
| Giamaica (bandiera)          | Air Jamaica                |         |         |         |         | 3       |         |         |         |         |         |            |            | 3      |        |
| Serbia (bandiera)            | Air Serbia                 |         |         |         |         | 14      |         |         |         |         |         |            |            | 14     |        |
| Italia (bandiera)            | Alitalia                   |         |         |         |         | 38      |         |         |         |         |         |            |            | 38     |        |
| Stati Uniti (bandiera)       | Ameristar                  |         | 4       |         |         |         |         |         |         |         |         |            |            |        | 4      |
| Australia (bandiera)         | Ansett Australia           |         |         |         |         | 12      |         |         |         |         |         |            |            | 12     |        |
| Kenya (bandiera)             | Astral Aviation            |         |         |         |         |         | 1       |         |         |         |         |            |            |        | 1      |
| Stati Uniti (bandiera)       | ATAircraft One             |         |         |         |         | 7       |         |         |         |         |         |            |            | 7      |        |
| Australia (bandiera)         | Australian Airlines        |         |         |         |         | 21      |         |         |         | 5       |         |            |            | 26     |        |
| Venezuela (bandiera)         | Avensa                     | 2       |         |         |         | 1       |         |         |         |         |         |            |            | 3      |        |
| Spagna (bandiera)            | Aviaco                     |         |         |         |         | 16      |         |         |         |         |         |            |            | 16     |        |
| Svizzera (bandiera)          | Balair/CTA                 |         |         |         |         | 2       |         |         |         |         |         |            |            | 2      |        |
| Stati Uniti (bandiera)       | Bonanza Airlines           | 4       |         |         |         |         |         |         |         |         |         |            |            | 4      |        |
| Trinidad e Tobago (bandiera) | BWIA                       |         |         |         |         | 1       |         |         |         | 4       |         |            |            | 5      |        |
| Stati Uniti (bandiera)       | Delta Air Lines            | 14      |         |         |         | 63      |         |         |         |         |         |            |            | 77     |        |
| Rep. Dominicana (bandiera)   | Dominicana Airlines        |         |         |         |         | 1       |         |         |         |         |         |            |            | 1      |        |
| Paesi Bassi (bandiera)       | Dutch Caribbean Airlines   |         |         |         |         | 3       |         |         |         |         |         |            |            | 3      |        |
| Kenya (bandiera)             | East African Airways       |         |         |         |         | 3       |         |         |         |         |         |            |            | 3      |        |
| Stati Uniti (bandiera)       | Eastern Air Lines          | 15      |         |         |         | 72      |         |         |         | 9       |         |            |            | 96     |        |
| Finlandia (bandiera)         | Finnair                    |         |         |         |         |         |         |         |         | 12      |         |            |            | 12     |        |
| Indonesia (bandiera)         | Garuda Indonesia           |         |         |         |         | 25      |         |         |         |         |         |            |            | 25     |        |
| Ghana (bandiera)             | Ghana Airways              |         |         |         |         |         |         |         |         | 1       |         |            |            | 1      |        |
| Stati Uniti (bandiera)       | Hawaiian Airlines          | 2       |         |         |         | 8       |         |         |         | 10      |         |            |            | 20     |        |
| Stati Uniti (bandiera)       | Hughes Airwest             |         |         |         |         | 16      |         |         |         |         |         |            |            | 16     |        |
| Spagna (bandiera)            | Iberia                     |         |         |         |         | 35      |         |         |         |         |         |            |            | 35     |        |
| Giappone (bandiera)          | Japan Airlines             |         |         |         |         |         |         | 22      |         |         |         |            |            | 22     |        |
| Paesi Bassi (bandiera)       | KLM                        | 6       |         |         |         | 18      |         |         |         |         |         |            |            | 24     |        |
| Corea del Sud (bandiera)     | Korean Air                 |         |         |         |         | 1       |         |         |         |         |         |            |            | 1      |        |
| Kuwait (bandiera)            | Kuwait Air Force           |         |         |         |         | 2       |         |         |         |         |         |            |            | 2      |        |
| Paesi Bassi (bandiera)       | Martinair Cargo            |         |         |         |         | 4       |         |         |         |         |         |            |            | 4      |        |
| Argentina (bandiera)         | MercadoLibre               |         |         |         |         |         | 2       |         |         |         |         |            |            |        | 2      |
| Stati Uniti (bandiera)       | NEA Holdings               | 1       |         |         |         | 14      |         |         |         |         |         |            |            | 15     |        |
| Stati Uniti (bandiera)       | North Central Airlines     |         |         |         |         | 20      |         |         |         | 21      |         |            |            | 41     |        |
| Stati Uniti (bandiera)       | Ozark Air Lines            | 6       |         |         |         | 13      |         |         |         |         |         |            |            | 19     |        |
| Stati Uniti (bandiera)       | Pacific Southwest Airlines |         |         |         |         | 2       |         |         |         |         |         |            |            | 2      |        |
| Serbia (bandiera)            | Pan Adria Airways          |         |         |         |         | 1       |         |         |         |         |         |            |            | 1      |        |
| Stati Uniti (bandiera)       | Perris Valley Skydiving    |         |         |         | 1       |         |         |         |         |         |         |            |            |        | 1      |
| Stati Uniti (bandiera)       | Playboy                    |         |         |         |         | 1       |         |         |         |         |         |            |            | 1      |        |
| Stati Uniti (bandiera)       | Purdue Airlines            |         |         |         |         | 2       |         |         |         |         |         |            |            | 2      |        |
| Stati Uniti (bandiera)       | Raytheon Aircraft          |         |         |         |         |         | 1       |         |         |         |         |            |            |        | 1      |
| Stati Uniti (bandiera)       | Republic Airlines          |         |         |         |         |         |         |         |         | 7       |         |            |            | 7      |        |
| Arabia Saudita (bandiera)    | Saudi Arabian Airlines     | 3       |         |         |         |         |         |         |         |         |         |            |            | 3      |        |
| Svezia (bandiera)            | Scandinavian Airlines      |         |         | 10      |         | 2       |         | 49      |         |         |         |            |            | 61     |        |
| Stati Uniti (bandiera)       | Southern Airways           | 6       |         |         |         | 5       |         |         |         |         |         |            |            | 11     |        |
| Stati Uniti (bandiera)       | Standard Airways           | 2       |         |         |         |         |         |         |         |         |         |            |            | 2      |        |
| Germania (bandiera)          | Suedflug                   |         |         |         |         | 2       |         |         |         |         |         |            |            | 2      |        |
| Svizzera (bandiera)          | Swissair                   | 5       |         |         |         | 20      |         |         |         | 12      |         |            |            | 37     |        |
| Stati Uniti (bandiera)       | Texas Air Corporation      | 7       |         |         |         | 13      |         |         |         |         |         |            |            | 20     |        |
| Canada (bandiera)            | Tracinda                   | 1       |         |         |         |         |         |         |         |         |         |            |            | 1      |        |
| Stati Uniti (bandiera)       | Trans Carib Air            |         |         |         |         | 3       |         |         |         |         |         |            |            | 3      |        |
| Turchia (bandiera)           | Turkish Airlines           |         |         |         |         | 10      |         |         |         |         |         |            |            | 10     |        |
| Stati Uniti (bandiera)       | TWA                        | 20      |         |         |         |         |         |         |         |         |         |            |            | 20     |        |
| Stati Uniti (bandiera)       | United Airlines            | 23      |         |         |         |         |         |         |         |         |         |            |            | 23     |        |
| Stati Uniti (bandiera)       | US Air Force               |         |         |         |         |         |         |         |         |         |         | 24         |            | 24     |        |
| Stati Uniti (bandiera)       | US Airways                 |         |         |         |         | 61      |         |         |         | 8       |         |            |            | 69     |        |
| Stati Uniti (bandiera)       | US Marines                 |         |         |         |         |         |         |         |         |         |         |            | 1          |        | 1      |
| Stati Uniti (bandiera)       | US Navy                    |         |         |         |         |         |         |         |         |         |         | 17         |            | 17     |        |
| Stati Uniti (bandiera)       | West Coast Airlines        | 4       |         |         |         |         |         |         |         |         |         |            |            | 4      |        |
| Uganda (bandiera)            | Zone Four                  |         |         |         |         |         | 1       |         |         |         |         |            |            |        | 1      |
| TOTALE                       | TOTALE                     | 137     | 11      | 10      | 1       | 621     | 17      | 71      | 0       | 96      | 0       | 41         | 1          | 976    | 30     |

## Timeline e grafico
|          |            | 1963 | 1964 | 1965 | 1966 | 1967 | 1968 | 1969 | 1970 | 1971 | 1972 | 1973 | 1974 | 1975 | 1976 | 1977 | 1978 | 1979 | 1980 | 1981 | 1982 | Totale |
| -------- | ---------- | ---- | ---- | ---- | ---- | ---- | ---- | ---- | ---- | ---- | ---- | ---- | ---- | ---- | ---- | ---- | ---- | ---- | ---- | ---- | ---- | ------ |
| Ordini   | Ordini     | 23   | 33   | 209  | 159  | 66   | 88   | 44   | 34   | 24   | 28   | 73   | 41   | 21   | 35   | 22   | 41   | 27   | 6    | 2    | –    | 976    |
| Consegne | DC-9-10    | –    | –    | 5    | 69   | 29   | 10   | –    | –    | –    | –    | –    | –    | –    | –    | –    | –    | –    | –    | –    | –    | 113    |
| Consegne | DC-9-10C   | –    | –    | –    | –    | 20   | 4    | –    | –    | –    | –    | –    | –    | –    | –    | –    | –    | –    | –    | –    | –    | 24     |
| Consegne | DC-9-20    | –    | –    | –    | –    | –    | 1    | 9    | –    | –    | –    | –    | –    | –    | –    | –    | –    | –    | –    | –    | –    | 10     |
| Consegne | DC-9-30    | –    | –    | –    | –    | 101  | 161  | 97   | 41   | 42   | 17   | 21   | 21   | 16   | 12   | 1    | –    | 24   | 13   | 10   | 8    | 585    |
| Consegne | DC-9-30C   | –    | –    | –    | –    | 3    | 7    | 5    | 3    | 1    | 4    | –    | –    | –    | 6    | –    | 1    | –    | –    | –    | –    | 30     |
| Consegne | DC-9-30F   | –    | –    | –    | –    | –    | 2    | 4    | –    | –    | –    | –    | –    | –    | –    | –    | –    | –    | –    | –    | –    | 6      |
| Consegne | DC-9-40    | –    | –    | –    | –    | –    | 10   | 2    | 7    | 2    | 3    | –    | 27   | 4    | 2    | 3    | 6    | 5    | –    | –    | –    | 71     |
| Consegne | DC-9-50    | –    | –    | –    | –    | –    | –    | –    | –    | –    | –    | –    | –    | 15   | 28   | 18   | 15   | 10   | 5    | 5    | –    | 96     |
| Consegne | DC-9-C9A   | –    | –    | –    | –    | –    | 7    | 5    | –    | 1    | 8    | –    | –    | –    | –    | –    | –    | –    | –    | –    | –    | 21     |
| Consegne | DC-9-C9B   | –    | –    | –    | –    | –    | –    | –    | –    | –    | –    | 8    | –    | 4    | 2    | –    | –    | –    | –    | 1    | 2    | 17     |
| Consegne | DC-9-VC-9C | –    | –    | –    | –    | –    | –    | –    | –    | –    | –    | –    | –    | 3    | –    | –    | –    | –    | –    | –    | –    | 3      |
| Consegne | Totale     | 0    | 0    | 5    | 69   | 153  | 202  | 122  | 51   | 46   | 32   | 29   | 48   | 42   | 50   | 22   | 22   | 39   | 18   | 16   | 10   | 976    |

     Ordini
     Consegne